# Westermolen (Dalfsen)
De Westermolen staat aan de Molenstraat te Dalfsen. Eigenaar is de gemeente Dalfsen. De molen heeft een opvallende plaats in het landschap.
Het is een rietgedekte, achtkantige houten stellingmolen op een achtkantig gemetseld onderstel. Hij werd in 1818 gebouwd. De wieken hebben een vlucht van 22,20 meter. De molen is maalvaardig en draait regelmatig door de zorg van vrijwillige molenaars.